# 完顏宗翰
完顏宗翰（1080年—1137年8月9日），本名粘沒喝，汉语讹为粘罕，小名鳥家奴，國相完顏撒改長子，金國開國功臣，歷仕金太祖、金太宗、金熙宗三朝皇帝。

## 生平
宗翰智勇雙全，遼天慶五年（1115年）擁立完顏阿骨打，建議舉兵滅遼，大敗遼軍於達魯古城。金太宗嗣位，建策攻宋。天会三年（1125年），大举攻宋，南渡黄河。七年俘虜遼末帝和北宋徽、欽二帝。天会十三年（1135年），金熙宗即位，宗翰拜太保、尚书令，领三省事，封晋国王。请求致仕，皇帝下诏不许。次年（1136年），因在金国内部政治斗争中失败，抑郁而死，年五十八。追封周宋国王。正隆二年，例封金源郡王。大定間，改贈秦王，諡「桓忠」，配享太祖廟廷。
《金史》載其：“內能謀國，外能謀敵，決策制勝，有古名將之風。”他姿貌雄傑，善於馬上用劍。而對于宋人，宗翰則是完全負面的。靖康之難后，宗翰命徽欽二帝脫去龍袍，廢為庶人，李若水舍命阻止。宗翰命人割下李若水舌頭，李不能用口罵，便怒目而視，以手相指，又被挖目斷手，不屈而死，至死方才絕聲。靖康之難剛剛過后的天會六年（1128年）正月，南宋使者王倫等出使云中，被金國扣押，宗翰將被俘北方的宋皇室內夫人及宗室女四人賞賜王倫，還賞賜隨行使者朱績一位宗室女。朱績因不接受賞賜，被宗翰處死。
宗翰卒後，其子真珠、割韓奴商決改粘為姓氏，以避猜忌。但后来宗翰后代全被海陵王完颜亮所杀。完顏宗翰被主要分布在福建和台灣的粘姓族人奉為始祖。

## 家族
- 次妃：顺德帝姬赵缨络，宋徽宗第八女。
- 子：完顏設也馬（真珠大王）
- 子：完顏斜保（寶山大王）
- 孫：完顏秉德、完顏斜哥。

## 延伸阅读
[在维基数据编辑]
 《金史·卷74》，出自脱脱《金史》